# Marigny, Allier
Marigny là một xã ở tỉnh Allier thuộc miền trung nước Pháp.